# Forrest Sherman (lớp tàu khu trục)
Lớp tàu khu trục Forrest Sherman là một lớp bao gồm 18 tàu khu trục của Hải quân Hoa Kỳ, là lớp tàu khu trục đầu tiên của Hoa Kỳ sau Chiến tranh Thế giới thứ hai. Bắt đầu nhập biên chế từ năm 1955, các con tàu này đã phục vụ cho đến cuối những năm 1980. Dàn vũ khí được nâng cấp đáng kể trong suốt thời gian phục vụ. Bốn chiếc đã được cải biến thành những tàu khu trục tên lửa điều khiển (DDG); và lớp này cũng là nền tảng cho việc chế tạo lớp tàu khu trục tên lửa điều khiển Charles F. Adams. 
Hai chiếc trong lớp Forrest Sherman hiện đang là tàu bảo tàng tại Bay City, Michigan và Bremerton, Washington. Trong số còn lại, chín chiếc đã được sử dụng làm mục tiêu thực hành trong các cuộc tập trận hạm đội, còn bảy chiếc khác đã bị bán để tháo dỡ.

## Chế tạo
Năm chiếc được đóng bởi xưởng tàu tại Bath, Maine của hãng Bath Iron Works; năm chiếc đóng bởi Xưởng tàu Fore River của hãng Bethlehem Steel tại Quincy, Massachusetts; hai chiếc được đóng bởi hãng Ingalls Shipbuilding tại Pascagoula, Mississippi; và hai chiếc được đóng bởi hãng Puget Sound Bridge and Dredging Company ở Seattle, Washington. Những tàu khu trục này được gán số hiệu lườn từ 931 đến 951, có bỏ qua những số hiệu được sử dụng để gán cho những chiếc là chiến lợi phẩm sau Thế Chiến II: DD-934 (nguyên là Hanazuki của Nhật Bản), DD-935 (T35 của Đức), và DD-939 (Z39 của Đức).

## Mô tả
Khi đưa vào hoạt động, lớp Forrest Sherman là những tàu khu trục Hoa Kỳ lớn nhất từng được chế tạo, dài 418 foot (127 m) và trọng lượng choán nước tiêu chuẩn 2.800 tấn (2.800 tấn Anh). Nguyên được thiết kế theo dự án SCB 85, chúng được trang bị ba pháo 5 inch (127 mm)/54 caliber trên ba tháp pháo đơn (một phía mũi, hai phía đuôi tàu), bốn pháo phòng không 3 inch (76 mm)/50 caliber trên hai tháp pháo đôi, cùng súng cối Hedgehog và ngư lôi chống ngầm. Tuy nhiên trong quá trình phục vụ, vũ khí trang bị được nâng cấp đáng kể. Các dàn cối Hedgehog và pháo được tháo dỡ khỏi mọi con tàu trong khoảng thập niên 1960 và 1970; đồng thời các ống phóng ngư lôi cố định được thay bằng hai dàn ống phóng ngư lôi Mark 32 12,75 inch (324 mm) ba nòng.

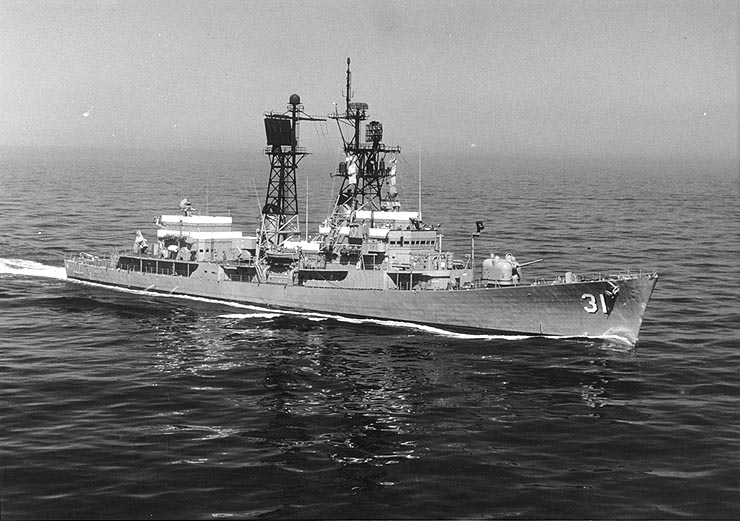
sau khi cải biến thành tàu khu trục tên lửa điều khiển, tháp pháo đuôi được thay bằng một dàn phóng tên lửa Mark 13.

USS Hull (DD-945) và những chiếc tiếp theo được chế tạo theo thiết kế dự án SCB 85A, khi hệ thống điều khiển hỏa lực dựa theo cấu hình của dự án SCB 85. Chúng còn được trang bị hệ thống kiểm soát tự động đốt nồi hơi của Babcock & Wilcox và cấu hình mũi tàu và mỏ neo được cải tiến. Một số tàu liệu xếp những chiếc này thành một lớp Hull riêng biệt.

### Cải biến thành tàu DDG
Bốn chiếc John Paul Jones (DD-932), Parsons (DD-949), Decatur (DD-936) và Somers (DD-947) được cải biến thành tàu khu trục tên lửa điều khiển trong khuôn khổ Dự án SCB 240, trang bị tên lửa đất đối không tầm trung RIM-24 Tartar.

### Hiện đại hóa năng lực chống ngầm

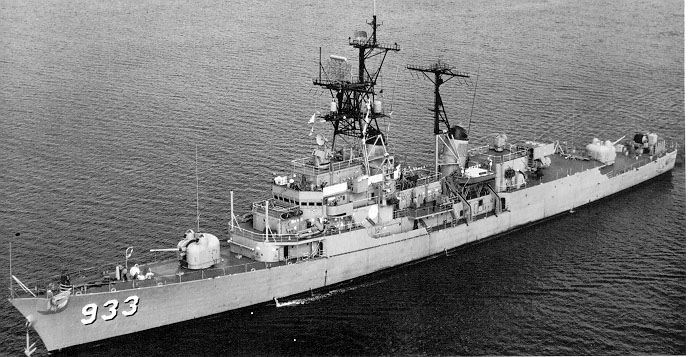
, với tháp pháo đuôi được thay bằng một dàn 8 ống phóng tên lửa chống ngầm RUR-5 ASROC.

Trong khuôn khổ Dự án SCB 251, tám chiếc trong lớp được nâng cấp để cải tiến năng lực chống ngầm, bao gồm Barry (DD-933), Davis (DD-937), Jonas Ingram (DD-938), Manley (DD-940), Du Pont (DD-941), Blandy (DD-943), Hull (DD-945) và Morton (DD-948). Thường được biết đến như là lớp phụ Barry, những chiếc này thay thế tháp pháo 5-inch số 2 phía đuôi bằng một dàn 8 ống phóng tên lửa chống ngầm RUR-5 ASROC, và bổ sung kiểu sonar có độ sâu thay đổi. Kế hoạch tiếp tục nâng cấp thêm sáu chiếc khác trong lớp bị hủy bỏ do ngân sách hiện đại hóa bị thu hẹp bởi cuộc Chiến tranh Việt Nam.

### Thử nghiệm pháo 8-inch/55 Mark 71
Sử dụng như một bệ thử nghiệm, Hull trang bị một kiểu nguyên mẫu của pháo 8-inch/55-caliber Mark 71 hạng nhẹ từ năm 1975 cho đến năm 1978, khi dự án bị hủy bỏ và pháo 5-inch được tái trang bị. Hull trở thành tàu khu trục hiện đại (sau Thế Chiến II) duy nhất từng được trang bị pháo cỡ nòng 8 inch (203 mm).

## Loại bỏ
Trong số 18 chiếc đã hoàn tất, chín chiếc đã được sử dụng làm mục tiêu thực hành trong các cuộc tập trận hạm đội, bảy chiếc đã bị bán để tháo dỡ, hai chiếc hiện đang là tàu bảo tàng tại Bay City, Michigan và Bremerton, Washington.

## Những chiếc trong lớp
| Tên (số hiệu lườn)                | Xưởng đóng tàu                          | Đặt lườn          | Hạ thủy           | Nhập biên chế     | Xuất biên chế     | Số phận |
| --------------------------------- | --------------------------------------- | ----------------- | ----------------- | ----------------- | ----------------- | --- |
| Forrest Sherman (DD-931)          | Bath Iron Works                         | 27 tháng 10, 1953 | 5 tháng 2, 1955   | 9 tháng 11, 1955  | 5 tháng 11, 1982  | Bán để tháo dỡ, 15 tháng 12, 2014                                                                                   |
| John Paul Jones (DD-932) / DDG-32 | Bath Iron Works                         | 18 tháng 1, 1954  | 7 tháng 5, 1955   | 5 tháng 4, 1956   | 15 tháng 12, 1982 | Đánh chìm như mục tiêu thực hành, 31 tháng 1, 2001                                                                  |
| Barry (DD-933)                    | Bath Iron Works                         | 15 tháng 3, 1954  | 1 tháng 10, 1955  | 7 tháng 9, 1956   | 5 tháng 11, 1982  | Bảo tồn như một tàu bảo tàng tại Xưởng hải quân Washington; tháo dỡ 16 tháng 10, 2020                               |
| Decatur (DD-936) / DDG-31         | Bethlehem Steel, Fore River Shipyard    | 13 tháng 9, 1954  | 15 tháng 12, 1955 | 7 tháng 12, 1956  | 30 tháng 6, 1983  | Đánh chìm như mục tiêu thực hành, 21 tháng 7, 2004                                                                  |
| Davis (DD-937)                    | Bethlehem Steel, Fore River Shipyard    | 1 tháng 2, 1955   | 28 tháng 3, 1956  | 28 tháng 2, 1957  | 20 tháng 12, 1982 | Bán để tháo dỡ, 30 tháng 6, 1994                                                                                    |
| Jonas Ingram (DD-938)             | Bethlehem Steel, Fore River Shipyard    | 15 tháng 6, 1955  | 7 tháng 8, 1956   | 19 tháng 7, 1957  | 4 tháng 3, 1983   | Đánh chìm như mục tiêu thực hành, 23 tháng 7, 1988                                                                  |
| Manley (DD-940)                   | Bath Iron Works                         | 10 tháng 2, 1955  | 12 tháng 4, 1956  | 1 tháng 2, 1957   | 4 tháng 3, 1983   | Bán để tháo dỡ, 30 tháng 6, 1994                                                                                    |
| Du Pont (DD-941)                  | Bath Iron Works                         | 11 tháng 5, 1955  | 8 tháng 9, 1956   | 1 tháng 7, 1957   | 4 tháng 3, 1983   | Đánh chìm như mục tiêu thực hành, 11 tháng 12, 1992                                                                 |
| Bigelow (DD-942)                  | Bath Iron Works                         | 6 tháng 7, 1955   | 2 tháng 2, 1957   | 8 tháng 11, 1957  | 5 tháng 11, 1982  | Đánh chìm như mục tiêu thực hành, 2 tháng 4, 2003                                                                   |
| Blandy (DD-943)                   | Bethlehem Steel, Fore River Shipyard    | 29 tháng 12, 1955 | 19 tháng 12, 1956 | 26 tháng 11, 1957 | 5 tháng 11, 1982  | Bán để tháo dỡ, 30 tháng 6, 1994                                                                                    |
| Mullinnix (DD-944)                | Bethlehem Steel, Fore River Shipyard    | 5 tháng 4, 1956   | 18 tháng 3, 1957  | 7 tháng 3, 1958   | 11 tháng 8, 1983  | Đánh chìm như mục tiêu thực hành, 23 tháng 8, 1992                                                                  |
| Hull (DD-945)                     | Bath Iron Works                         | 12 tháng 9, 1956  | 10 tháng 8, 1957  | 3 tháng 7, 1958   | 11 tháng 7, 1983  | Đánh chìm như mục tiêu thực hành, 7 tháng 4, 1998                                                                   |
| Edson (DD-946)                    | Bath Iron Works                         | 3 tháng 12, 1956  | 4 tháng 1, 1958   | 7 tháng 11, 1958  | 15 tháng 12, 1988 | Bảo tồn tại New York, 1989; hoàn trả cho Hải quân, 2004; hiện đang neo đậu như tàu bảo tàng tại Bay City, Michigan. |
| Somers (DD-947) / DDG-34          | Bath Iron Works                         | 4 tháng 3, 1957   | 30 tháng 5, 1958  | 9 tháng 4, 1959   | 19 tháng 11, 1982 | Đánh chìm như mục tiêu thực hành, 22 tháng 7, 1998                                                                  |
| Morton (DD-948)                   | Ingalls Shipbuilding                    | 4 tháng 3, 1957   | 23 tháng 5, 1958  | 26 tháng 5, 1959  | 22 tháng 11, 1982 | Bán để tháo dỡ, 4 tháng 3, 1992                                                                                     |
| Parsons (DD-949) / DDG-33         | Ingalls Shipbuilding                    | 17 tháng 6, 1957  | 17 tháng 8, 1959  | 29 tháng 10, 1959 | 19 tháng 11, 1982 | Đánh chìm như mục tiêu thực hành, 25 tháng 4, 1989                                                                  |
| Richard S. Edwards (DD-950)       | Puget Sound Bridge and Dredging Company | 20 tháng 12, 1956 | 27 tháng 9, 1957  | 5 tháng 2, 1959   | 18 tháng 12, 1982 | Đánh chìm như mục tiêu thực hành, 10 tháng 4, 1997                                                                  |
| Turner Joy (DD-951)               | Puget Sound Bridge and Dredging Company | 30 tháng 9, 1957  | 5 tháng 5, 1958   | 3 tháng 8, 1959   | 22 tháng 11, 1982 | Trao tặng để bảo tồn, 10 tháng 4, 1991; hiện là tàu bảo tàng tại Bremerton, Washington                              |